# Wei Yi
Wei Yi (chinês: 韦奕, pinyin: Yi Wei, nascido em 2 de junho de 1999) é um menino prodígio e grande mestre de xadrez.
Wei tornou-se um grande mestre com 13 anos, 8 meses e 23 dias, o quarto mais jovem da história.  Na época foi o jogador mais jovem a atingir um rating de 2700.
Wei representa o clube de Jiangsu na China Chess League.